# Rumex densiflorus
Rumex densiflorus är en slideväxtart som beskrevs av George Everett Osterhout. Rumex densiflorus ingår i släktet skräppor, och familjen slideväxter. Utöver nominatformen finns också underarten R. d. pycnanthus.